# Sendero Europeo E-9

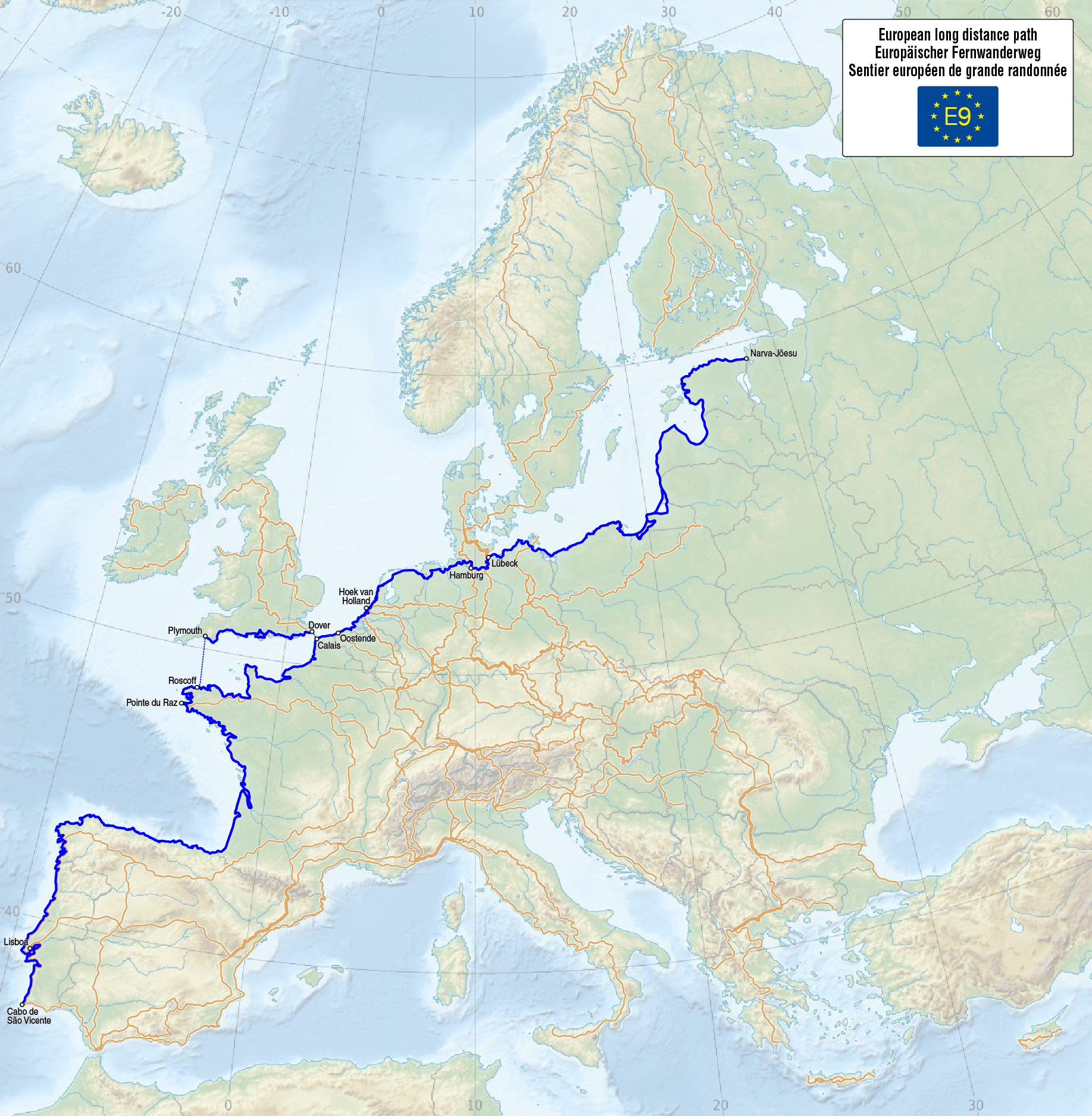
Mapa del Sendero Europeo E-9.

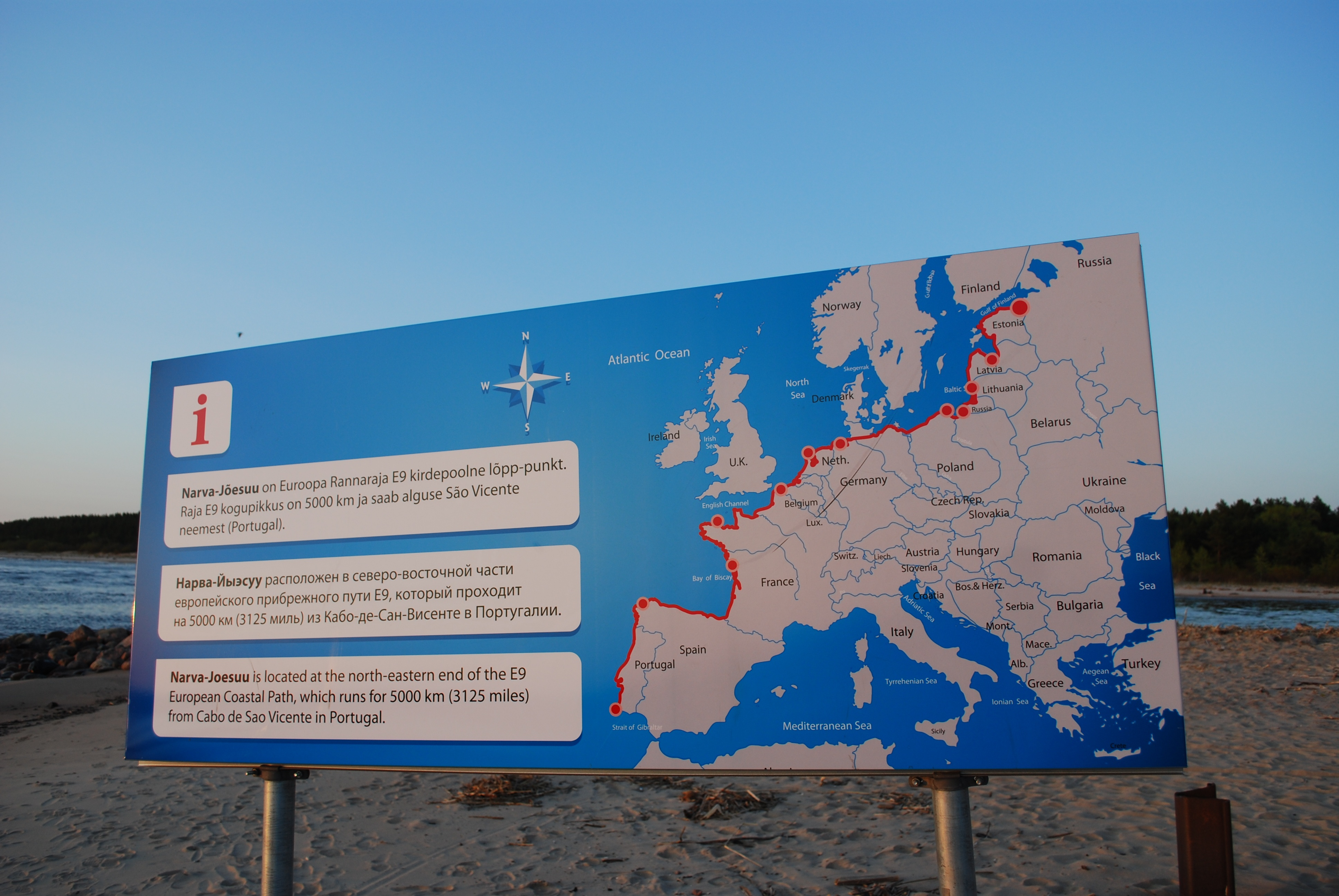
El final oriental de la ruta en Narva-Jõesuu, Estonia.

El Sendero Europeo E-9 o Camino Costero europeo es uno de los Senderos Europeos de Gran Recorrido que recorre una distancia de unos 5.000 kilómetros de Cabo de São Vicente en Portugal a Narva-Jõesuu en Estonia. 
El camino sigue las costas occidentales de Portugal, España y Francia hasta llegar a Roscoff. En Roscoff el camino se divide para ofrecer dos rutas alternativas:
- Por transbordador a Plymouth en Inglaterra, y después siguiendo la costa sur inglesa hasta Dover, donde otro ferry regresa a la ruta en Calais en Francia. En Inglaterra el camino sigue partes del Camino de la Costa Sudoeste. La ruta británica incluye una ruta alternativa vía la Isla de Wight;
- O a lo largo de la costa del norte de Francia de Roscoff a Calais.

El camino entonces sigue la costa de Bélgica y los Países Bajos. Aquí  sigue la Estela del Mar del Norte holandesa, el cual incluye 5 caminos sucesivos:
- De Sluis (frontera con Bélgica) a Hoek van Holland.
- De Hoek van Holland a Haarlem
- De Haarlem A Den Oever (hay una ruta alternativa a Den Helder, pero la ruta europea continúa a lo largo del Afsluitdijk)
- Zúrich a Lauwersoog
- Lauwersoog a Bad Nieuweschans (la frontera con Alemania).

El camino entonces continúa por Alemania. Cruza la base de la Península de Jutlandia (este es el único tramo interior), antes de seguir la costa del Báltico a través de Polonia, Rusia, Letonia, Lituania y Estonia, continuando en Rusia hacia San Petersburgo.
El sendero está todavía en desarrollo, y no todas las secciones están aun disponibles. En España utiliza los siguientes recorridos:
- GR-121 en Guipúzcoa (etapas 1-6)
- GR-204 en Asturias (etapas 1-28 -incompleto-)
- GR-53 en Galicia (etapas 1-2)
- GR-94 en Galicia (etapas 1-7)
- PR-G 1 en Galicia